# And Then I Go
And Then I Go è un film del 2017 diretto da Vincent Grashaw ed interpretato da Melanie Lynskey e Justin Long.  Il film è basato sul romanzo Project X di Jim Shepard.

## Trama
Edwin e il suo unico amico Roddy, soprannominato Flake, sono costantemente vittime di bullismo a scuola. Ma mentre Edwin è più sensibile e tranquillo, Flake è emotivamente più impulsivo ed esplosivo. Un giorno Flake mostra ad Edwin la collezione di armi di suo padre ed ha l'idea di entrare a scuola armati e compiere una strage, vendicandosi così di tutti gli atti di bullismo subiti. Edwin accetta la cosa con riluttanza perché non vuole perdere il suo amico. 
Mentre il giorno della sparatoria si avvicina, si avvicina anche il compleanno del padre di Edwin, ed il ragazzo ha l'idea di andare al lago con la barca di suo padre. Quando viene a sapere che il giorno deciso della sparatoria è lo stesso del compleanno del padre, Edwin cerca di convincere Flake a cambiare data, ma Flake lo minaccia per impedirgli di tirarsi indietro dal piano. La notte stabilita, Edwin dice "arrivederci" al suo fratellino Gus e poi va a scuola con Flake per prepararsi per la sparatoria. Il giorno seguente, al momento della sparatoria, Edwin entra in palestra con Flake, e mentre Flake spara rapidamente ai suoi compagni di classe, Edwin cede e Flake viene ucciso dalla polizia.
Il finale mostra il flashback di Edwin e della sua famiglia al lago precedentemente menzionato, mentre aiutano un'altra barca a raggiungere la riva. Edwin menziona come si sentiva suo padre, dicendo: "Buon per te, ragazzo. Buon per te".

## Distribuzione
And Then I Go  ha fatto la sua anteprima mondiale al Los Angeles Film Festival del 2017.
Il film è stato ritirato per la distribuzione da The Orchard, ed è stato distribuito nelle sale, oltre che su VOD e Digital HD il 17 aprile 2018.

## Accoglienza
Sul sito Rotten Tomatoes il film ha una valutazione di approvazione del 91%, basata su 11 recensioni ed un punteggio Metacritic di 77.
Il film ha ricevuto quasi unanime successo di critica con Justin Lowe di The Hollywood Reporter che lo definisce "Un potente ritratto di alienazione di adolescenti". Ulteriori affermazioni, "Un dramma inquietante di disaffezione adolescenziale, il film di Vincent Grashaw fornisce una prospettiva essenziale e perspicace che risuonerà con un pubblico in sintonia con le sfide dell'adolescenza."
Forbes continua a chiamare il film "un trattamento straordinariamente intenso dell'adolescenza, più oscuro ma non del tutto dissimile dal capolavoro del 2014 di Richard Linklater, Boyhood, indipendentemente da dove questa particolare storia conduca". Ulteriore affermazione, "And Then I Go è meno un film sulle sparatorie a scuola di una sulle schiaccianti lotte della gioventù, le lotte che gli adulti dimenticano o fanno dimenticare rapidamente, il che spesso esacerba il problema. a traguardi tragici altrettanto uguali dovrebbe dare una pausa a qualsiasi genitore o educatore. Potremmo non essere in grado di fermare le sparatorie a scuola una volta per tutte, ma riconoscere che ognuno è unico, e probabilmente il prodotto di qualcosa di molto più comune della malattia mentale, potrebbe essere un punto di partenza."
Entertainment Weekly ha conferito al film una valutazione "B +" e lo ha elencato come "Da vedere". Leah Greenblatt ha commentato: "Quello che Grashaw fa straordinariamente bene, negli ultimi minuti strazianti del film, ci mette completamente nella testa di Edwin, non come un sociopatico o un assassino, solo un ragazzo in un mondo di dolore."
Nella recensione positiva di Michael Nordine su IndieWire del film, "Dobbiamo parlare di questo inquietante dramma dell'età adulta." chiamandolo "uno studio di carattere intimo e comprensivo."
Bob Strauss con il quotidiano LA News ha dichiarato che il film è "uno studio approfondito e vissuto dei bambini delle scuole medie che hanno intenzione di risolvere i loro problemi nel peggiore dei modi."
Reel News Daily afferma, "And Then I Go perseguiterà ogni genitore in America."
We Live Entertainment inizia la sua recensione con, "And Then I Go è uno dei film più spiacevolmente realistici che abbia mai visto, ed è anche uno dei miei più alti complimenti."
Christopher Llewellyn Reed di Film Festival Today ha dato al film un punteggio di 4 su 4 stelle, affermando, "Bello e inquietante, 'And Then I Go è un'opera d'arte fondamentale, e un film imperdibile per il nostro tempo."
La recensione di Moveable Fest afferma che il film, "Powerfully Opens Up a Conversation on School Violence."
Hollywood News ha dichiarato che il film "promette di rimanere con te per molto tempo dopo il ruolo dei crediti."
La CNN ha dichiarato, "And Then I Go ritira il sipario sulle sparatorie in America", definendolo "un film potente."

## Riconoscimenti
- 2017 - New Hampshire Film Festival
  - New Hampshire Feature of the Year
- 2017 - Festa del Cinema di Roma
  - Audience Award for Best Feature a Vincent Grashaw
  - Jury Award for Best Domestic Narrative Feature a Vincent Grashaw